# Triebborn
Der Triebborn ist ein rechter Zufluss des Rimbachs im Wasgau in den rheinland-pfälzischen Landkreisen Südliche Weinstraße und Südwestpfalz und mit 2,1 Kilometern Länge zugleich dessen längster Zufluss.

## Verlauf
Der Bach entspringt auf der Waldgemarkung der Ortsgemeinde Gossersweiler-Stein unweit von deren nordwestlichem Siedlungsrand und fließt in Richtung Nordwesten. Nach etwa einem Kilometer überschreitet er die Grenze zwischen den Landkreisen Südliche Weinstraße und Südwestpfalz. Südwestlich erstreckt sich in diesem Bereich der 418,1 m ü. NHN hohe Dimberg. Anschließend verläuft er auf der Gemarkung von Schwanheim und bildet stellenweise die Grenze zur Ortsgemeinde Lug. Kurze Zeit später mündet er, kurz nachdem er die Landesstraße 495 unterquert hat, am südlichen Ortsrand von Lug von rechts in den Rimbach.